# اس‌‌ای.۱۶۱ لانگداک
اس‌‌ای.۱۶۱ لانگداک (به انگلیسی: SE.161 Languedoc) یک هواپیمای مسافربری چهار موتوره فرانسوی بود که توسط شرکت ساد اِست تولید شد. هواپیمای اس‌ای.۱۶۱ از مدل بِلوچ ام‌بی.۱۶۰  توسعه یافت و در اواخر دهه ۱۹۳۰ با نام بِلوچ ام‌بی.۱۶۱ شناخته شد شناخته شد. این هواپیما پس از جنگ جهانی دوم در ناوگان ایرفرانس و ارتش فرانسه به‌کار گرفته شد.

## کاربران
مصر
- مصرایر

 فرانسه
- دولت ویشی فرانسه
- ایرفرانس
- شرکت حمل و نقل هوایی فرانسه
- نیروی هوایی فرانسه
- نیروی دریایی فرانسه
  - اسکادران ۳۱ اس
  - اسکادران ۱۰ اس
  - اسکادران ۵۴ اس
  - اسکادران ۵۶ اس

 لبنان
- ایر لیبان

 مراکش
- ایر اطلس

 لهستان
- لوت پولیش ایرلاینز در سال ۱۹۴۷ پنج فروند هواپیما خریداری کرد. (با رجیسترهای SP-LDA تا LDE). اما به دلیل خرابی موتور، ناوگان در سال ۱۹۴۸ به حالت تعلیق درآمد و در سال ۱۹۵۰ قطعه‌قطعه شد.[۱]

 اسپانیا
- آویاکو

 تونس
- تونس ایر

## مشخصات (SE.161/1)

### ویژگی‌های عمومیعملکرد
- خدمه: ۵
- ظرفیت: ۳۳
- طول: ۲۴.۲۶ متر
- طول بال‌ها: ۲۹.۳۹ متر
- ارتفاع: ۵.۱۴ متر
- مساحت بال‌: ۱۱۱.۳۲ متر مربع
- وزن خالی: ۱۲۶۵۱ کیلوگرم
- وزن برخاست: ۲۰۵۷۷ کیلوگرم
- ظرفیت سوخت: ۸۴۲۰ لیتر (در 4 جفت مخزن بال و 1 مخزن ذخیره در بدنه)[۲]
- نیروی محرکه: ۴ موتور Gnome-Rhône 14N [۲]

### پرفورمنس
- حداکثر سرعت: ۴۴۰ کیلومتر بر ساعت
- مسافت: ۳۲۰۰ کیلومتر
- سقف پرواز: ۷۲۰۰ متر
- شتاب صعود: ۳ متر بر ثانیه [۲]